# Рокитновский стекольный завод
Рокитновский стекольный завод — промышленное предприятие в посёлке городского типа Рокитное Сарненского района Ровненской области Украины.

## История
В 1888 году бельгийские капиталисты купили у местного землевладельца небольшой участок в Кисоричской волости Овручского уезда Волынской губернии Российской империи с месторождением кварцевых песков, пригодных для стекловарения и открыли здесь примитивную стеклодувную мастерскую. В 1896 году началось строительство стеклозавода, при котором были построены заводская контора, торговая лавка и несколько одноэтажных бараков для рабочих, в результате здесь возник посёлок Охотниково.
В 1898 году стеклозавод был введён в эксплуатацию (в это время численность рабочих составляла 270 человек). В октябре 1899 года предприятие заключило контракт на поставку посуды главному управлению государственной винной монополии, и в следующие годы основной продукцией завода были водочные бутылки.
В это время условия работы на предприятии были тяжёлыми, при этом для увеличения прибыли заводская администрация стремилась выплачивать зарплату рабочим не деньгами, а квитанциями для покупки товаров в торговой лавке при заводе.
В ходе первой русской революции рабочие стеклозавода активно участвовали в протестном движении. 29 мая 1905 года они начали забастовку против принудительных работ в праздничные и воскресные дни, и 30 мая 1905 года заводская администрация выполнила требования рабочих. Во время Октябрьской всероссийской политической стачки на предприятии вели сбор денег в фонд помощи участникам стачки. В декабре 1905 года рабочие начали новою забастовку, потребовав выплачивать зарплату не квитанциями, а наличными деньгами, а также выступили в поддержку бастовавших железнодорожников Сарненского железнодорожного узла, но 18 декабря 1905 года полиция арестовала трёх руководителей забастовки и стачку разогнали.
Следующие крупные забастовки на заводе имели место в ноябре 1907 года и в апреле 1911 года.
После начала Первой мировой войны часть рабочих мобилизовали в действующую армию, а в 1915 году стеклозавод остановил производство.
В январе 1918 года в Охотниково была установлена Советская власть, но вскоре уезд оккупировали австро-немецкие войска. В дальнейшем, поселение оказалось в зоне боевых действий гражданской войны. В дальнейшем, в ходе советско-польской войны поселение заняли польские войска и оно осталось в составе Волынского воеводства Польши.
В 1922 году посёлок Охотниково переименовали в Рокитно (в результате, изменилось наименование стеклозавода).
Владельцем стеклозавода стала фирма «Витрум», в это время на предприятии работали две печи, а объём производства составлял 300 тонн стеклянных бутылок и оконного стекла в год. Условия работы были тяжёлыми, а продолжительность рабочего дня составляла 14-16 часов.
1 июня 1923 года рабочие стеклозавода потребовали повышения зарплаты на 18% и начали забастовку, которая продолжалась до 8 июня 1923 года, когда заводская администрация пошла на уступки, но 1 июля 1923 года завод был закрыт на ремонт, а свыше 200 рабочих уволены. 7 ноября 1923 года рабочие начали новую забастовку и добились повышения зарплаты.
Начавшийся в 1929 году экономический кризис осложнил положение завода, из-за сокращения объёмов производства половина рабочих стеклозавода была уволена. В апреле 1930 и в ноябре 1931 года рабочие стеклозавода вновь бастовали против незаконных увольнений.
В начале 1930-х годов на предприятии была создана заводская электростанция. 
В сентябре 1939 года Рокитное вошло в состав СССР, предприятия были национализированы и на них был введён 8-часовой рабочий день. В дальнейшем, на стеклозаводе были установлены полуавтоматы, облегчившие условия труда и почти вдвое увеличившие производительность предприятия. В 1940 году при стеклозаводе были открыты торфоразработки и детский сад для детей работников завода.
В ходе Великой Отечественной войны с 15 июля 1941 до 4 января 1944 года посёлок находился под немецкой оккупацией и предприятие пострадало, но уже 6 января 1944 началось его восстановление и через десять дней была запущена первая печь, которая выпустила первую продукцию — оконное стекло. В июле 1944 года Рокитновский стекольный завод был полностью восстановлен.
В 1950 году на заводе были установлены две первые машины для автоматического производства бутылок, а к концу пятилетки их количество было увеличено до пяти. Кроме того, были механизированы вспомогательные работы, что увеличило объёмы производства.
В конце восьмой пятилетки (1966—1970) производительность завода составляла 50 млн. бутылок в год.
В 1975 году на заводе был введён в эксплуатацию цех № 2 по производству консервной стеклотары на машинах ПВМ-12 и ЗПВМ-3. В 1984-1986 годы было проведено техническое перевооружение цеха № 1.
В целом, в советское время завод входил в число ведущих предприятий райцентра.
В мае 1995 года Кабинет министров Украины утвердил решение о приватизации стеклозавода. В дальнейшем, государственное предприятие было преобразовано в открытое акционерное общество.

## Деятельность
Основной продукцией завода является стеклотара (флаконы и бутылки из зелёного и коричневого стекла объемом от 200 мл до 1 литра).